# Riserva naturale delle Sorgenti del Belbo
La riserva naturale delle Sorgenti del Belbo è un'area naturale protetta della Regione Piemonte istituita con Decreto Ministeriale 25 marzo 2005, ai sensi della Direttiva 92/43/CEE (Direttiva Habitat).
Comprende un territorio di 166,09 ha ricadente nei territori dei comuni di Montezemolo, Camerana, Saliceto, nella zona dell'Alta Langa.

## La flora

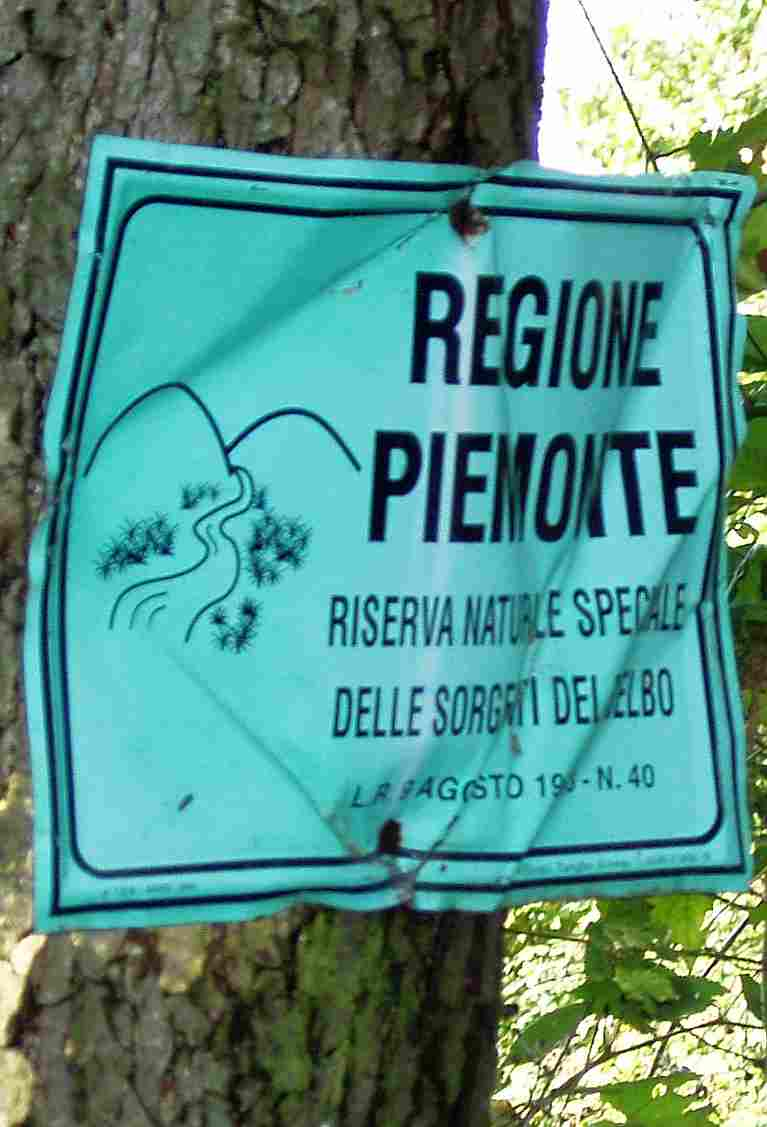
Vecchio cartello sul confine della riserva

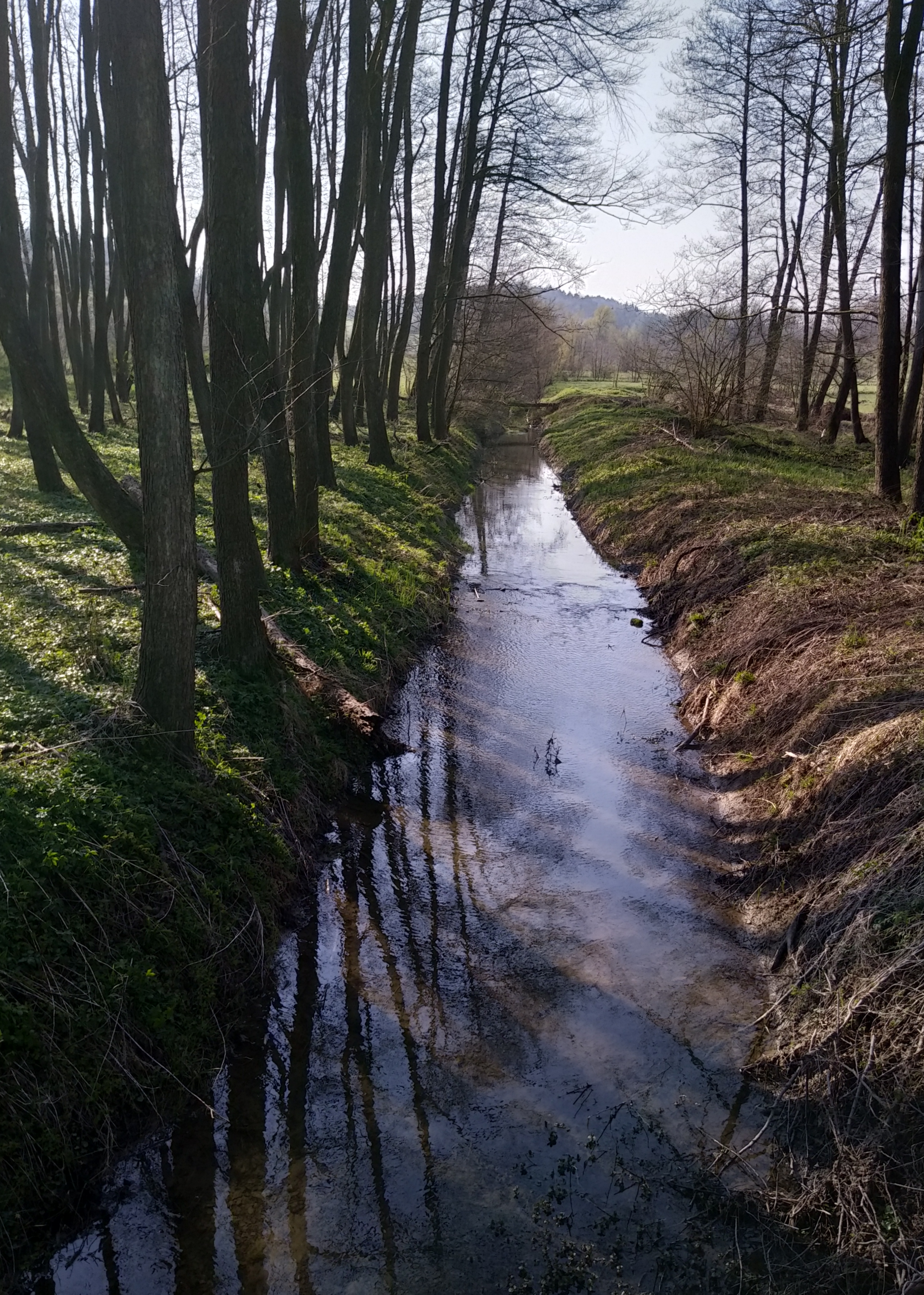
Il Belbo non lontano dalla sorgente

### Il bosco delle querce
Le querce della Riserva sono:
- la farnia
- il rovere
- il cerro
- la roverella
- la quercia crenata

Sono anche frequenti il ciliegio selvatico, l'acero campestre, il pioppo tremulo, il ciavardello. Lungo i meandri del torrente Belbo dominano il carpino bianco e l'ontano nero. Nel piano arbustivo sono presenti il ginepro, il biancospino, il prugnolo, il pero selvatico, il ligustro e la fusaggine. In primavera,nel sottobosco, ci sono spettacolari fioriture di anemone dei boschi a cui si accompagnano i mughetti, il sigillo del Salomone e la pulmonaria. Ci si può anche imbattere in due specie particolari: il fior di stecco e il giaggiolo susinario.